# Victor Ginzburg (filminstruktør)
Victor Ginzburg (russisk: Виктор Львович Гинзбург) (født 6. april 1959 i Moskva i Sovjetunionen) er en russisk filminstruktør og manuskriptforfatter.

## Filmografi
- Generation P (Generation "П", 2011)[1][2]